# Cisaranten Kidul
Cisaranten Kidul is een bestuurslaag in het regentschap Kota Bandung van de provincie West-Java, Indonesië. Cisaranten Kidul telt 17.786 inwoners (volkstelling 2010).